# Каладонт
Каладонт или калодонт је игра речи, посебно заступљена код Јужних Словена која се састоји у томе да учесник игре треба да каже реч која почиње на последња два слова речи коју је рекао претходни играч. Игра потиче од марке пасте за зубе „Калодонт” која је једна од речи које доносе победу јер не постоји реч која почиње са нт. Другим речима, учесник треба да избегне да каже реч која се завршава са ка јер наредни може рећи каладонт и победити.
Игра почиње тако што један учесник каже реч. Након тога, најчешће у смеру казаљке на сату или супротном смеру, други учесници игре говоре реч, притом обраћајући пажњу на то да реч мора бити глагол у инфинитиву или именица у номинативу и не сме бити властито име или измишљена реч. Учесник који не може да се сети речи, испада из игре. Учесник који први каже каладонт када неко каже реч која се завршава са ка или који последњи остане је победник. Додатна отежавајућа околност код ове игре је то да речи морају да се изговарају брзо.